# Murnau. Paesaggio con torre
Murnau. Paesaggio con torre è un dipinto a olio su cartone (74x98,5 cm) realizzato nel 1908 dal pittore Vasily Kandinsky. È conservato nel Centre Pompidou di Parigi.

## Descrizione
Dopo essersi trasferito nel comune di Murnau nelle Alpi Bavaresi insieme alla compagna Gabriele Münter, Kandinskij adotta uno stile che oscilla tra la pittura puntinista su sfondi scuri, ispirata dal Mir iskusstva, e, in seguito all'incontro con il gruppo dei Nabis, manifestò l'interesse per le tele dell'esperienza fauve, viste nel 1906-1907 durante il soggiorno a Parigi. Non è ispirato dai pittori tedeschi, non tiene in considerazione gli artisti espressionisti della Die Brücke, poiché rifiuta il linguaggio simbolista di Franz von Stuck. Kandinskij guarda più a Matisse e ai fauves, dai quali ereditò soprattutto l'uso incisivo del colore puro nella composizione del quadro, anche se di rado utilizza i loro toni caldi, prediligendo come colori il blu e il bianco. 
Questo dipinto è paragonabile al quadro Murnau. Case sull'Obermarkt del 1908, in cui Kandinskij "avvolge" in un'atmosfera notturna le costruzioni colpite dal sole, facendo campeggiare soffici nuvole in un firmamento quasi notturno, creando così un contrasto affine a quello di quest'opera. Kandinskij, attraverso una tecnica propria del cloisonnisme e della tradizionale pittura bavarese su vetro, calca le marcature scure di contorno, conferendole una singolare rilevanza e corredandole di vita autonoma. Tali evoluzioni sono visibili specialmente nei dipinti di paesaggi, soprattutto in corrispondenza dei periodi trascorsi a contatto con la natura di Murnau. In quest'opera gli oggetti ritratti vengono condensati con un'essenzialità ben definita, lasciandone così solo lo "scheletro interno", per mezzo di una netta sintesi dei dati della raffigurazione.